# Trofeo Almirante Conde de Barcelona

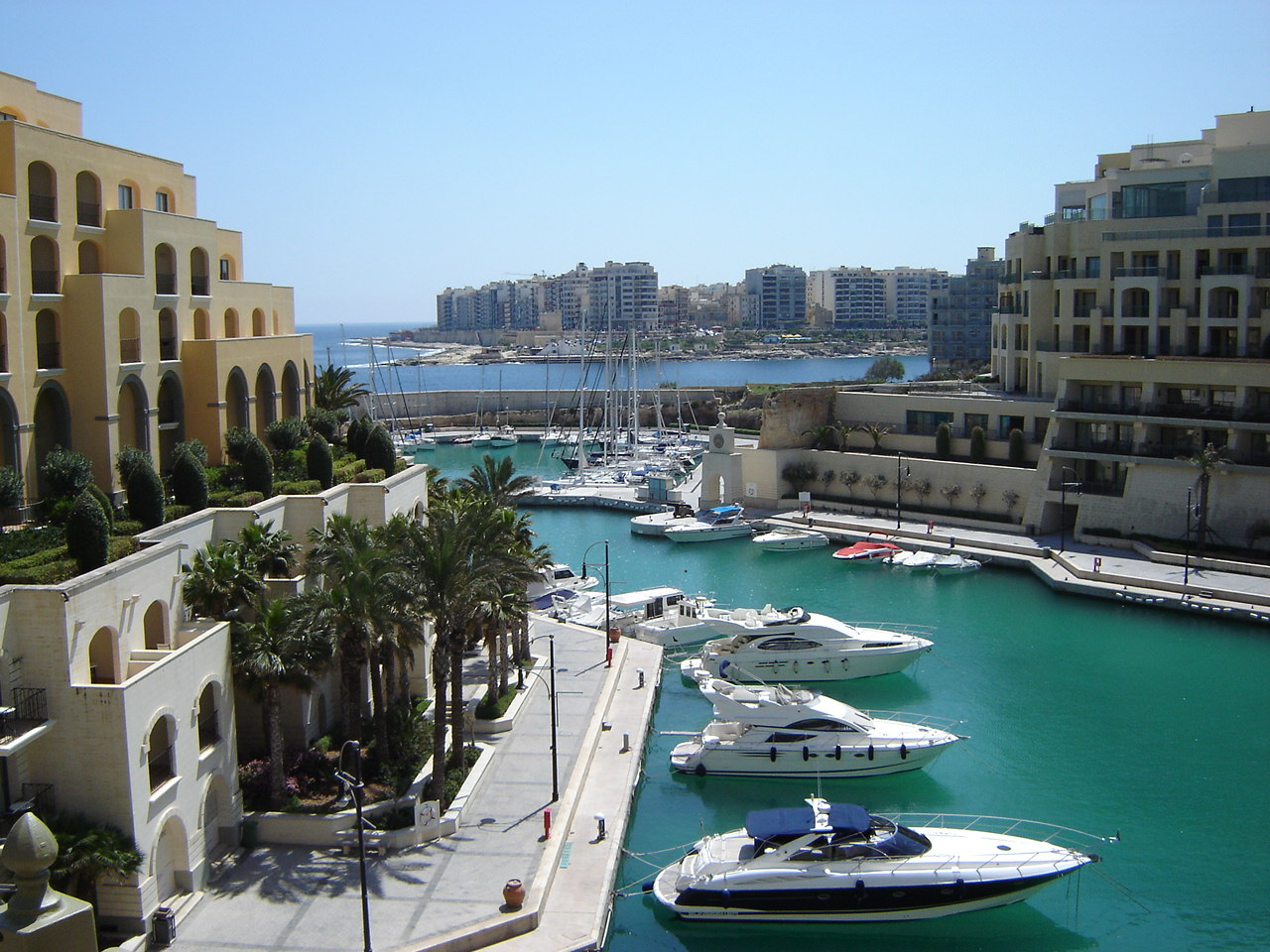

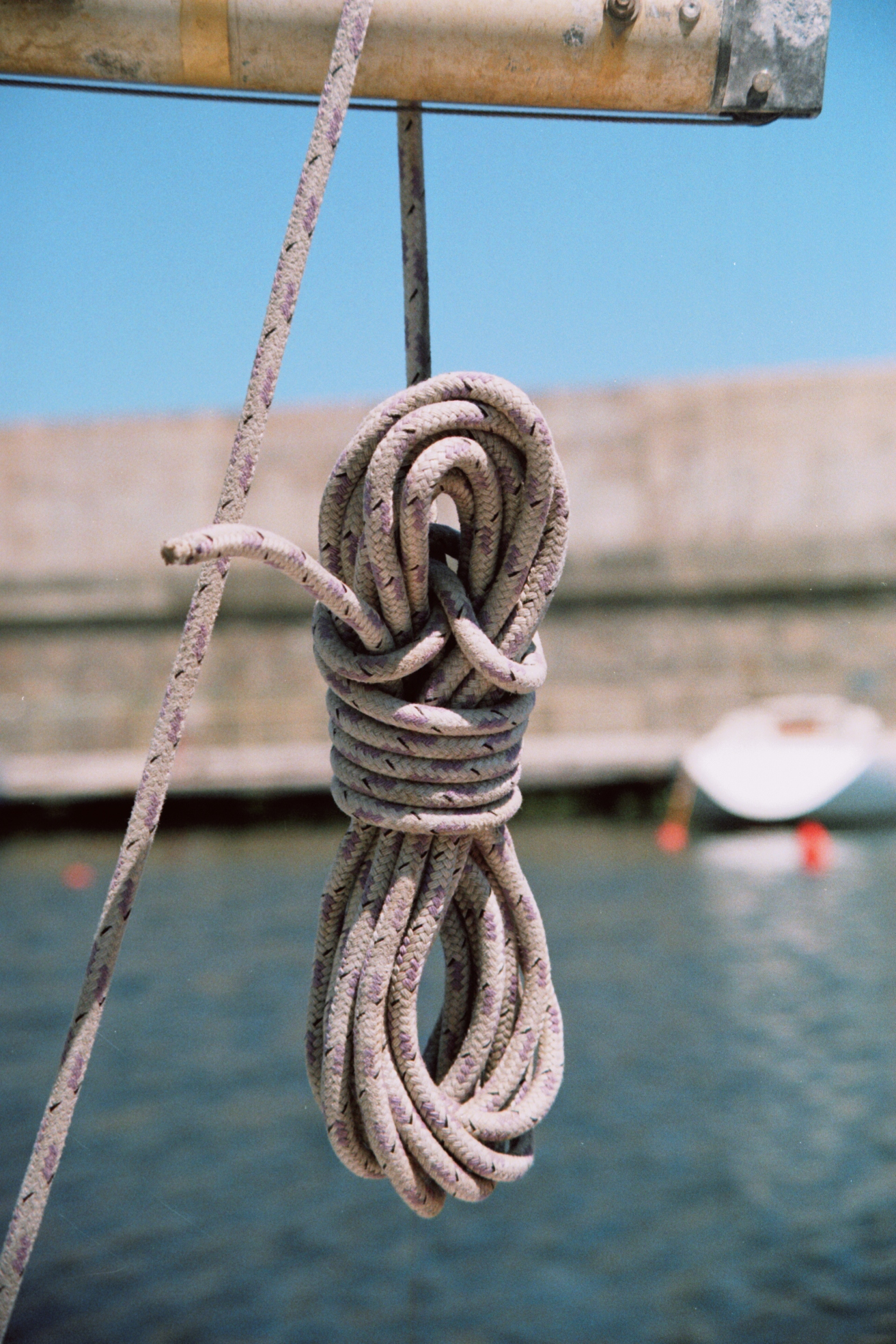

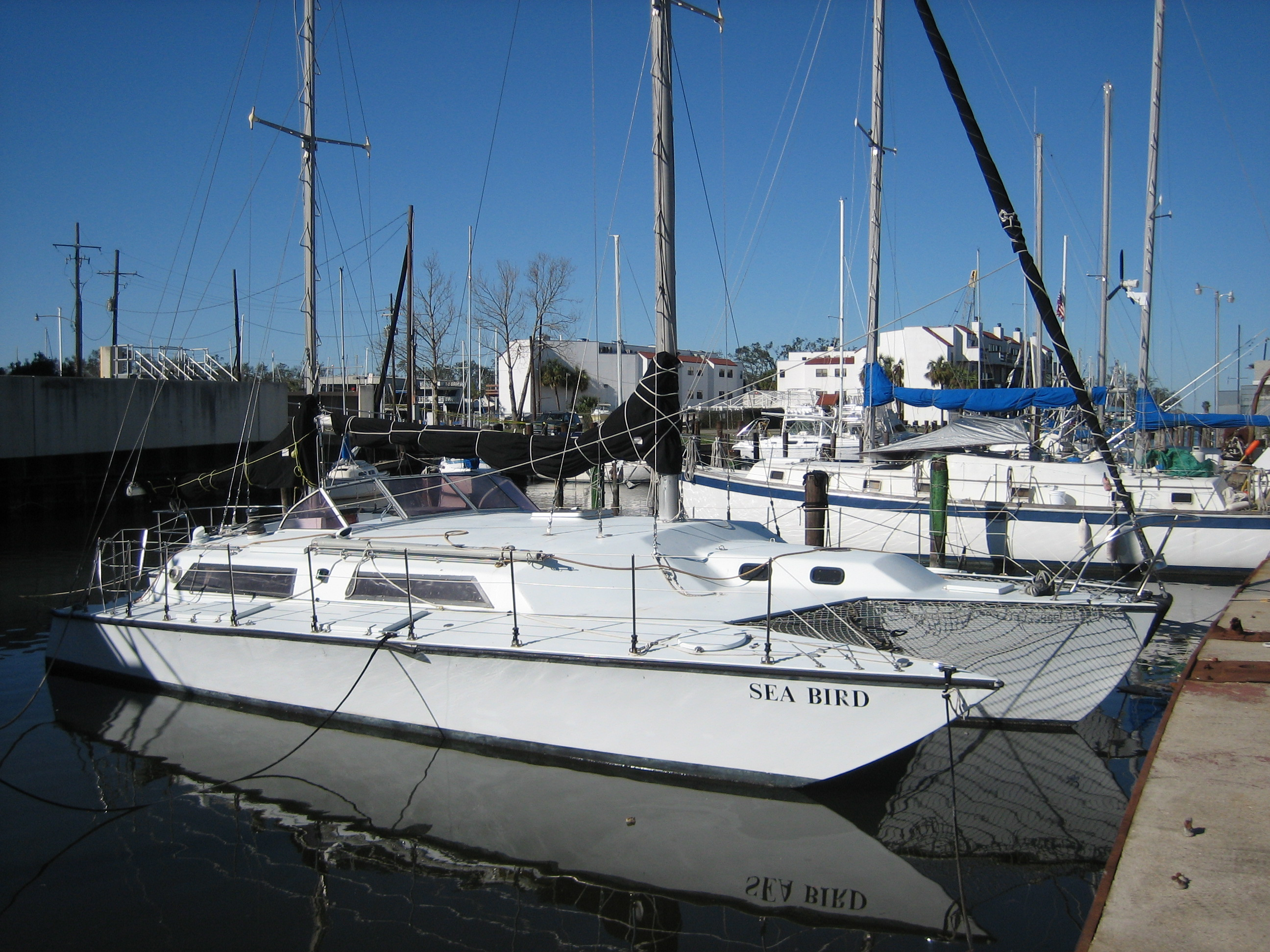

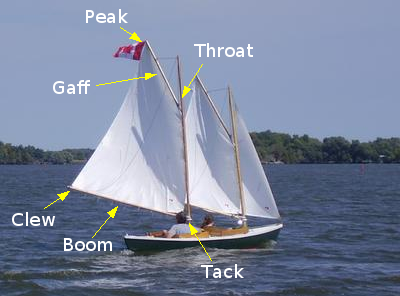

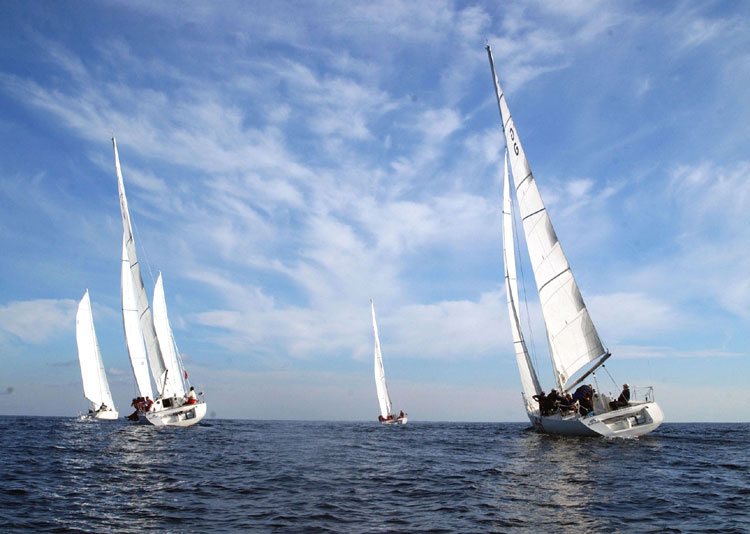

A Trofeo Almirante Conde de Barcelona egy nemzetközi vitorlásverseny.   A start Mallorca sziget fővárosából a Palmában található kikötőből, a Club de Marból (07015 Palma de Mallorca, Spain) indult. 2008-ban már  XXIV. alkalommal rendezték meg a versenyt.
A verseny szabályai meghatározzák, hogy különböző nagyságú jachtokon hány fő tartózkodhat. Díjakat három kategóriában lehet nyerni: a korszak hajói (Barcos de época), klasszikusok hajók (Barcos de clásicos), a hagyomány szelleme (Espíritu de tradición). A verseny utolsó napján a Paseo Maritimon, egy záróünnepség keretében kerül sor a díjátadásra.
A verseny utolsó előtti napján a szervezők Művészeti pályázatot hirdetnek, az alkotásokat pedig másnap eladásra kínálják.
| hajó hossza | személyzet |
| ----------- | ---------- |
| 25 m        | 20 fő      |
| 25–20 m     | 15 fő      |
| 20–16 m     | 10 fő      |
| 16–12 m     | 8 fő       |
| 12 m        | 5 fő       |

## "A korszak hajói" kategória győztesei
- I. TROFEO-1985 --- REFANUT (Svájc )
- II. TROFEO-1986 --- YANIRA (Spanyolország )
- III. TROFEO-1987 --- CYPSELA (Spanyolország )
- IV. TROFEO-1988 --- YANIRA (Spanyolország )
- V. TROFEO-1989 --- SHEEVRA (Amerikai Egyesült Államok )
- VI. TROFEO-1990 --- TOMAHAWK (Olaszország )
- VII. TROFEO-1991 --- SANTA ROSA (Peru )
- VIII. TROFEO-1992 --- IVANHOE (Spanyolország )
- IX. TROFEO-1993 --- KARENITA (Franciaország )
- X. TROFEO-1994 --- IVANHOE (Spanyolország )
- XI. TROFEO-1995 --- SOLWAY MAID (Egyesült Királyság )
- XII. TROFEO-1996 --- PEER GYNT (Németország )
- XIII. TROFEO-1997 --- MARIETTE OF 1915 (Egyesült Királyság )
- XIV. TROFEO-1998 --- DORADE (Olaszország )
- XV. TROFEO-1999 --- NAVARA (Egyesült Királyság )
- XVI. TROFEO-2000 --- ROSENDO (Spanyolország )
- XVII. TROFEO-2001 --- ILEX (Spanyolország )
- XVIII. TROFEO-2002 --- ILEX (Spanyolország )
- XIX. TROFEO-2003 --- AGNETA (Németország )
- XX. TROFEO-2004 --- MERCURY (Spanyolország )
- XXI. TROFEO-2005 --- MERCURY (Spanyolország )
- XXII. TROFEO-2006 --- ALTAIR (Egyesült Királyság )
- XXIII Trofeo-2007 --- LAK (Egyesült Királyság )
- XXIV Trofeo-2008 --- SONATA (Spanyolország )

## Külső hivatkozások

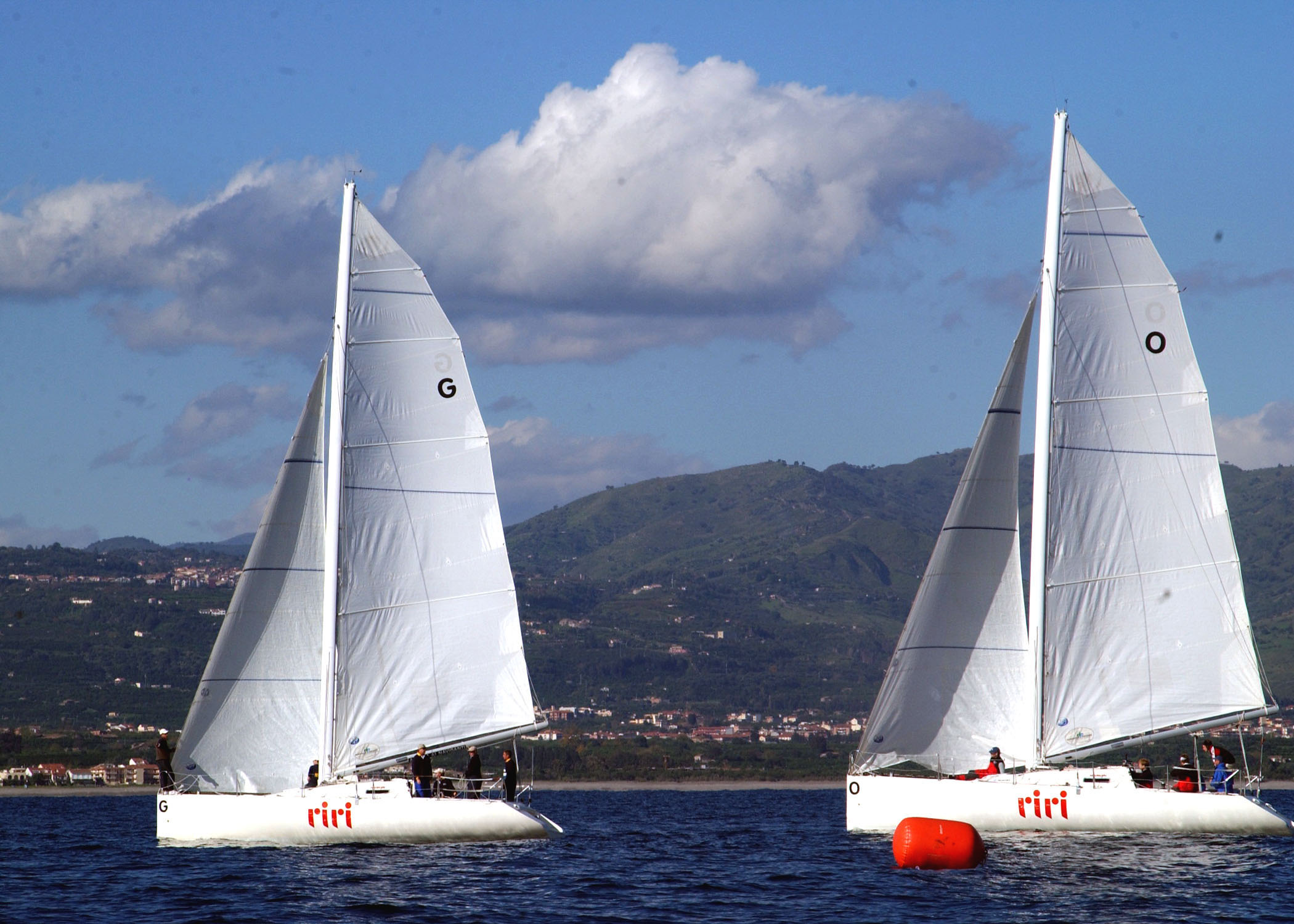

- Fundación Hispania újság a versenyről Archiválva 2007. április 1-i dátummal a Wayback Machine-ben (angol, spanyol)